# Zagrebačka nogometna reprezentacija
Zagrebačka nogometna reprezentacija, u svojim prvim godinama postojanja nazivana Reprezentacija Zagrebačkog nogometnog podsaveza, a danas Reprezentacija Zagrebačkog nogometnog saveza predstavlja Zagrebački nogometni savez u nogometnim utakmicama. U bivšoj Kraljevini Jugoslavije (SHS) bila je najuspješnija podsavezna reprezentacija.

## Povijest
Prvi sastav Hrvatske reprezentacije u utakmicama protiv praške Slavije 23. i 26. lipnja 1907. godine bio je sastavljen samo od igrača dvaju zagrebačkih klubova HAŠK-a i PNIŠK-a. U svibnju 1918. godine, godinu dana uoči osnivanja Zagrebačkog nogometnog podsaveza, utakmicu su odigrale dvije reprezentacije grada Zagreba. Tek po osnivanju ZNP-a Zagrebačka reprezentacija bilježi svoju prvu službenu utakmicu odigranu u Beogradu protiv Beogradske reprezentacije i svoju prvu pobjedu (1:0). Svoju prvu međunarodnu utakmicu odigrala je 30. listopada 1921. u tadašnjoj Čehoslovačkoj protiv reprezentacije Podrubice. Tri puta uzastopno osvaja Kup kralja Aleksandra (1924., 1925. i 1926.) i u trajno vlasništvo dobiva zlatni pehar. 29. lipnja 1931. godine igra utakmicu i protiv jedne državne reprezentacije, na Igralištu HAŠK-a pobijedila je Rumunjsku 6:2. Od 1935. godine nastupa i juniorska reprezentacija. Zagrebačka nogometna reprezentacija nastupila je i u prve tri sezone Kupa velesajamskih gradova (1955./58., 1958./60. i 1960./61.) pod nazivom Zagreb XI. Od tada do danas igra samo prijateljske utakmice.

## Povijesne utakmice
- 1. kolovoza 1920., Beograd: Beograd – Zagreb 0:1 (prva službena utakmica reprezentacije)
- 30. listopada 1921., Pardubice: Pardubice – Zagreb 2:2 (prva međunarodna utakmica reprezentacije)
- 5. listopada 1924., Beograd: Zagreb – Split 3:2 (završnica Kupa kralja Aleksandra 1924.)
- 30. kolovoza 1925., Zagreb: Zagreb – Split 3:1 (završnica Kupa kralja Aleksandra 1925.)
- 15. kolovoza 1926., Ljubljana: Zagreb – Beograd 3:1 (završnica Kupa kralja Aleksandra 1926.)
- 2. rujna 1931., Zagreb: Zagreb – Madrid 2:1 (prva noćna utakmica u Kraljevini Jugoslavije)
- 22. svibnja 1956. Zagreb: Zagreb – Birmingham City F.C. 0:1 (prva utakmica reprezentacije u Kupu velesajamskih gradova)
- 12. svibnja 1993., Zagreb: Zagreb – Osijek 2:3 (prva utakmica reprezentacije u samostalnoj Hrvatskoj)
- 1. lipnja 1999. Zagreb: Hrvatska – Zagreb 4:0 (prva utakmica protiv Hrvatske reprezentacije)

- Popis svih utakmica

## Učinak po natjecateljskim sezonama
| Sezona    | Kup                                  | Broj momčadi | Mjesto          | Sus. | Pob. | Neo. | Por. | Po.p. | Pr.p. | Bod. |
| --------- | ------------------------------------ | ------------ | --------------- | ---- | ---- | ---- | ---- | ----- | ----- | ---- |
| 1924.     | Kup kralja Aleksandra                | 7            | 1.              | 3    | 3    | 0    | 0    | 9     | 4     | 6    |
| 1925.     | Kup kralja Aleksandra                | 7            | 1.              | 3    | 3    | 0    | 0    | 8     | 3     | 6    |
| 1926.     | Kup kralja Aleksandra                | 7            | 1.              | 3    | 3    | 0    | 0    | 13    | 6     | 6    |
| 1927.     | Kup Jugoslavenskog nogometnog saveza | 7            | 3./4.           | 2    | 1    | 0    | 1    | 9     | 7     | 2    |
| 1955./58. | Kup velesajamskih gradova            | 10           | 1. kug          | 4    | 0    | 0    | 4    | 0     | 9     | 0    |
| 1958./60. | Kup velesajamskih gradova            | 16           | četvrtzavršnica | 4    | 1    | 1    | 2    | 7     | 7     | 3    |
| 1960./61. | Kup velesajamskih gradova            | 16           | 1. krug         | 2    | 0    | 1    | 1    | 4     | 5     | 1    |

## Utakmice u Kupu velesajamskih gradova
| sezona    | faza natjecanja | protivnik                | rezultat | poredak                                             | napomena              |
| --------- | --------------- | ------------------------ | -------- | --------------------------------------------------- | --------------------- |
| 1955./58. | grupa B         | Birmingham City          | 0:1, 0:3 | 1. Birmingham City * 2. Internazionale 3. Zagreb XI | * prošli u polufinale |
| 1955./58. | grupa B         | Internazionale Milano    | 0:1, 0:4 | 1. Birmingham City * 2. Internazionale 3. Zagreb XI | * prošli u polufinale |
| 1958./60. | 1. krug         | Ujpesti Dozsa Budimpešta | 4:2, 0:1 |                                                     |                       |
| 1958./60. | četvrtfinale    | Birmingham City          | 0:1, 3:3 |                                                     |                       |
| 1960./61. | 1. krug         | Barcelona                | 1:1, 3:4 |                                                     |                       |